# Globos de Ouro 2015

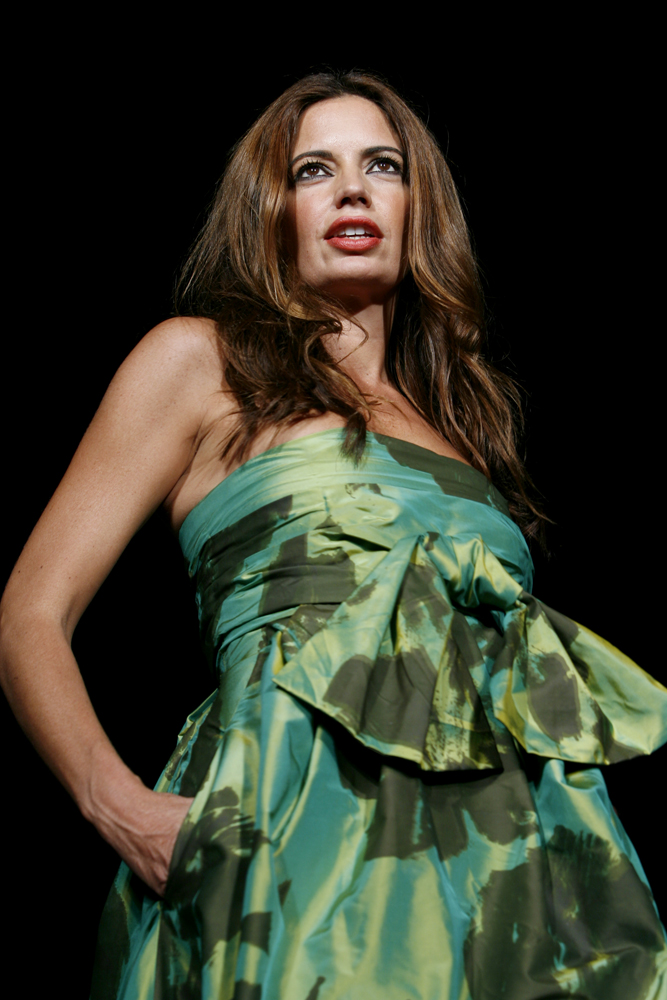
Moderatorin Bárbara Guimarães

Die 20. Verleihung des Globo de Ouro 2015 fand am 24. Mai 2015 im Coliseu dos Recreios in Lissabon statt. Der Gala-Abend wurde von Bárbara Guimarães moderiert und vom mitveranstaltenden Fernsehsender SIC übertragen.

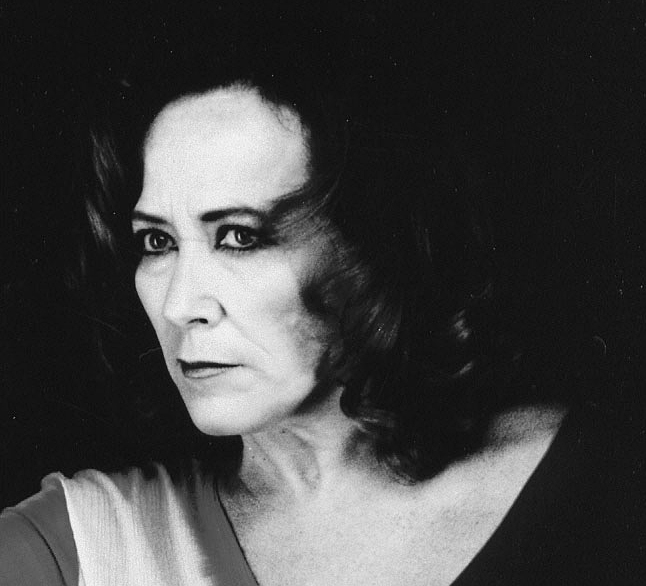
Maria do Céu Guerra

Den Globo de Ouro im Jahr 2015, für Leistungen im Jahr 2014, erhielten folgende Persönlichkeiten:

## Auszeichnungen nach Kategorien

### Kino
- Bester Film: Os Maias von João Botelho (Regisseur), Alexandre Oliveira (Produzent)
- Beste Schauspielerin: Maria do Céu Guerra für Os Gatos não Têm Vertigens (Regie: Joaquim Leitão)
- Bester Schauspieler: Filipe Duarte für A Vida Invisível (Regie: Vítor Gonçalves)

### Sport
- Bester Sportlerin: Telma Monteiro

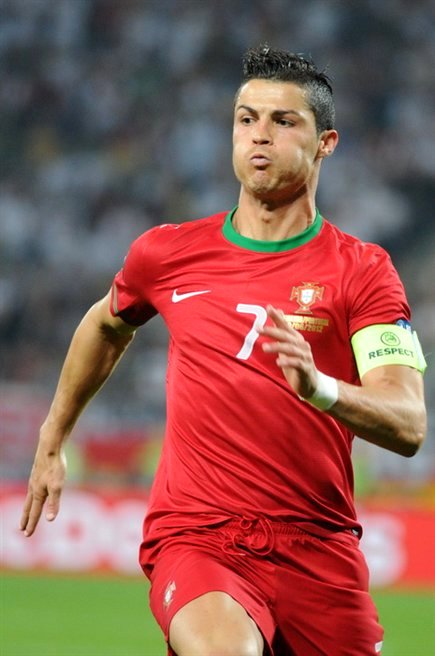
Cristiano Ronaldo

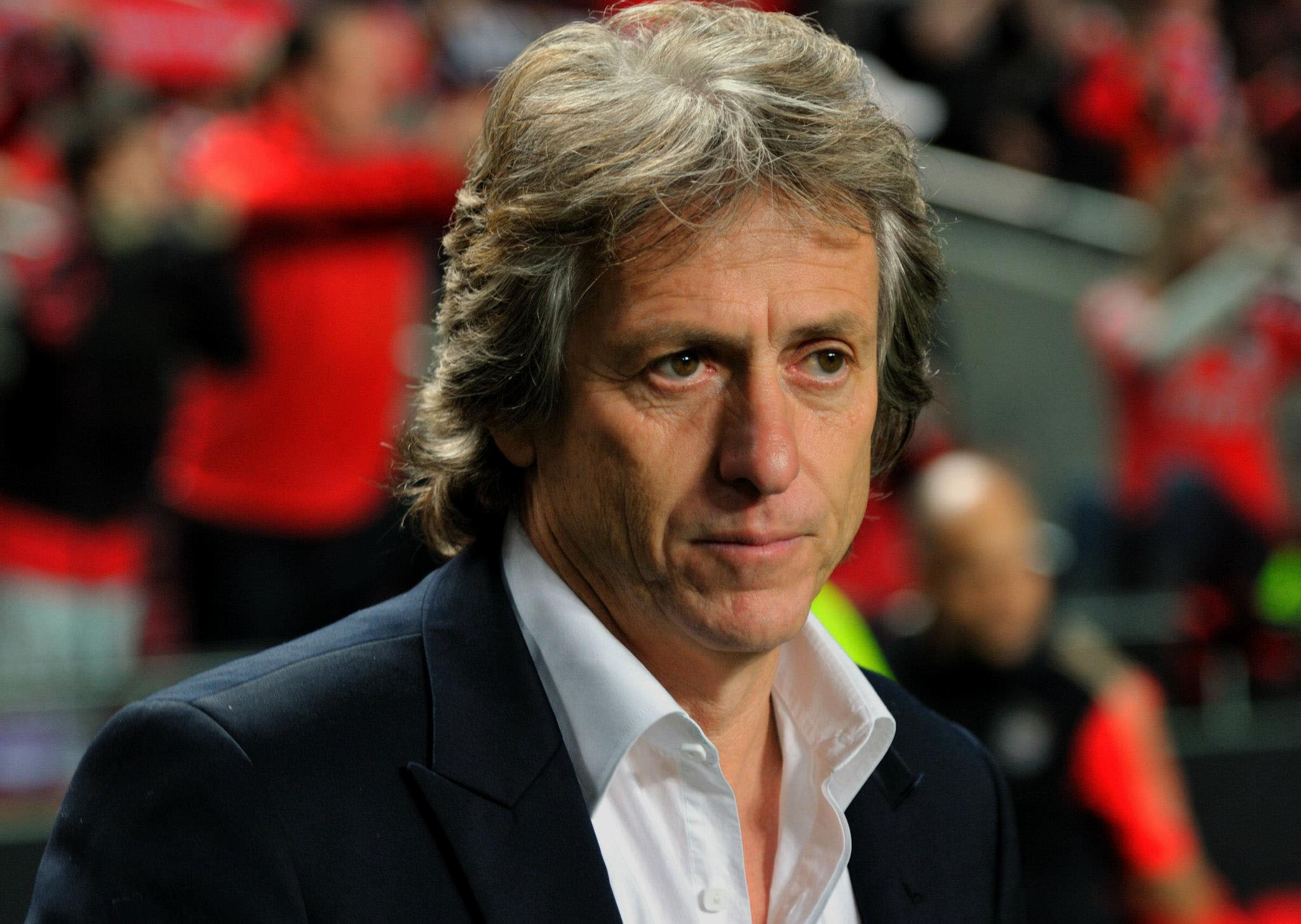
Jorge Jesus

- Bester Sportler: Cristiano Ronaldo
- Bester Trainer: Jorge Jesus

### Mode
- Bestes weibliches Model: Sara Sampaio
- Bestes männliches Model: Ruben Rua
- Bester Designer: Filipe Faísca

### Theater
- Beste Schauspielerin: Sara Carinhas
- Bester Schauspieler: Diogo Infante
- Beste Aufführung:  Tropa Fandanga

### Musik

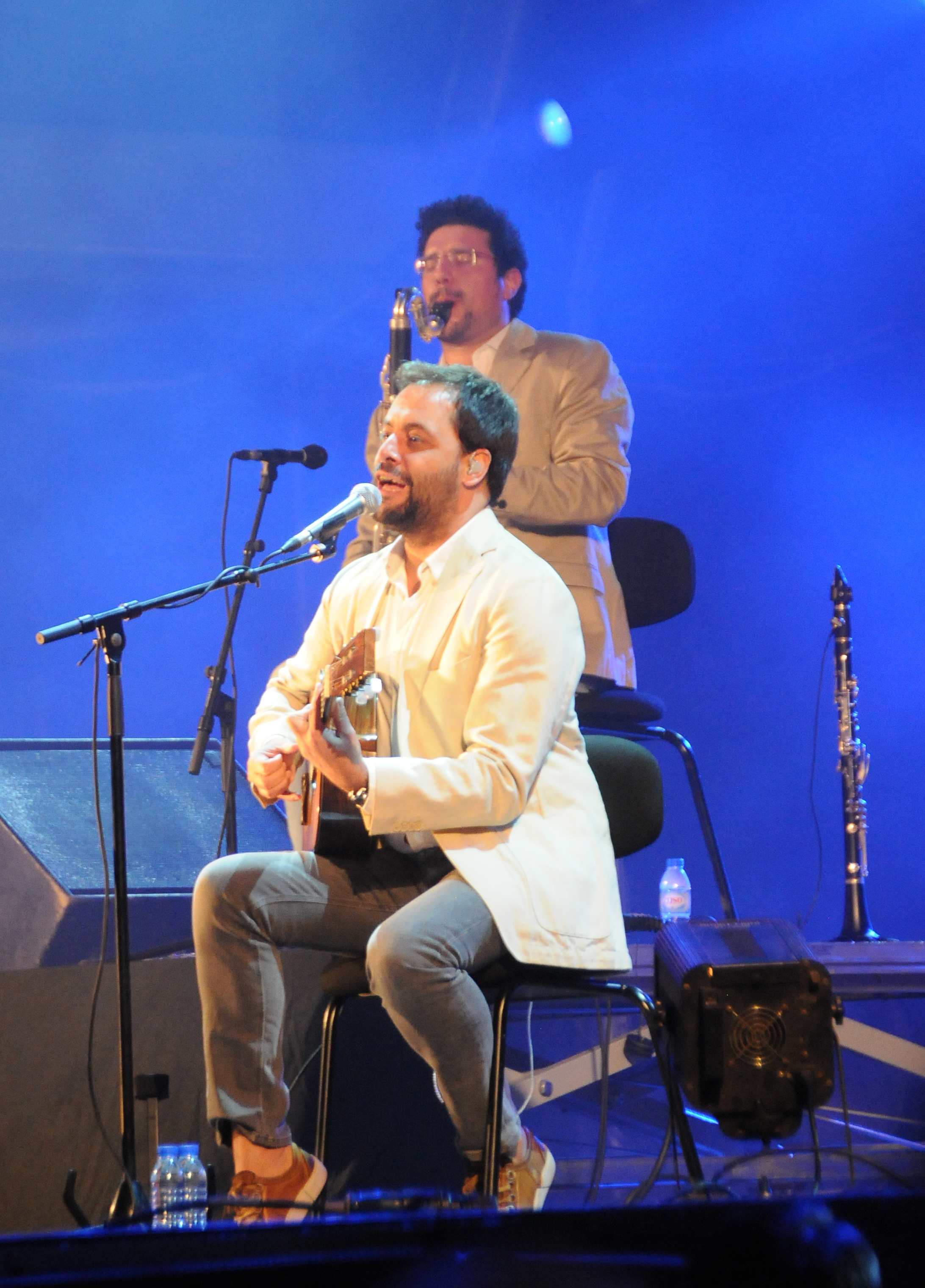
António Zambujo

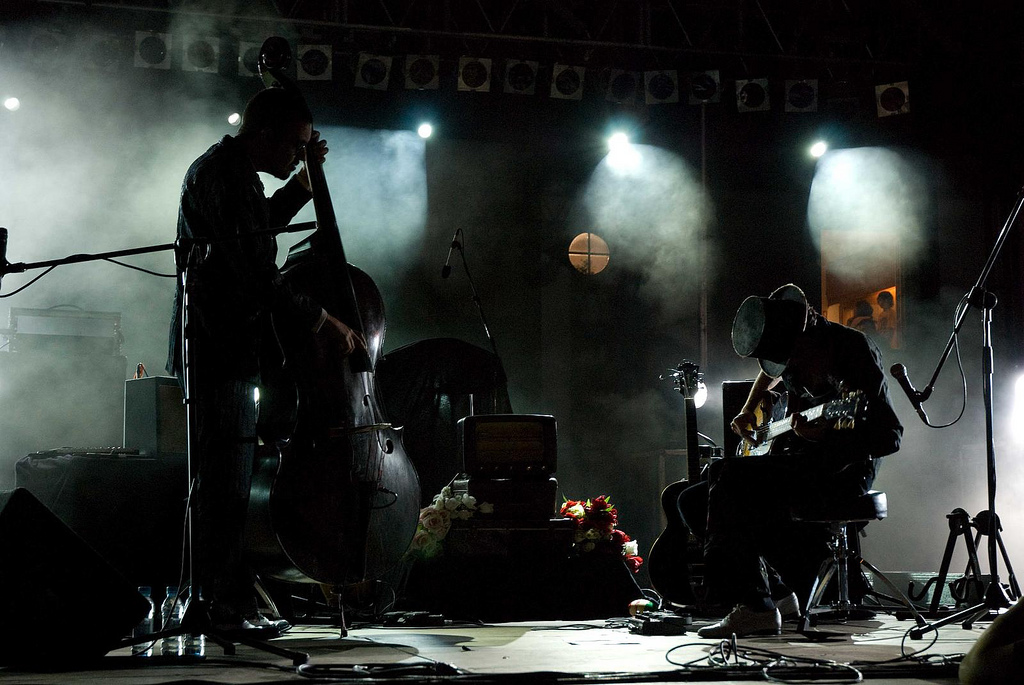
Dead Combo

- Bester Einzelinterpret: António Zambujo
- Beste Gruppe: Dead Combo
- Bestes Lied: Pica do 7 – António Zambujo

### Entdeckung des Jahres (Publikumspreis)
- Tiago Teotónio Pereira (Schauspieler)

### Lebenswerk
- TV-Netzwerk Rede Globo aus Brasilien